# Tatort: Ihr Kinderlein kommet
Ihr Kinderlein kommet ist die 835. Folge aus der Fernsehkrimireihe Tatort und wurde am 9. April 2012 zuerst ausgestrahlt. Der Film stellt den zweiten Teil des ersten Zweiteilers der Sendereihe dar. Der erste Teil Kinderland wurde einen Tag vorher (Ostersonntag) ausgestrahlt. In dem Zweiteiler arbeiten die Ermittler aus Leipzig und Köln erneut zusammen (→ vgl. Quartett in Leipzig sowie Rückspiel). Der Film von Thomas Jauch ist der 14. Fall des Leipziger Ermittlerteams Eva Saalfeld und Andreas Keppler und der 54. der Kölner Max Ballauf und Freddy Schenk.

## Handlung
Gerade haben die Hauptkommissare Max Ballauf und Freddy Schenk einen Fall gelöst, als sie die Nachricht erhalten, dass im Kofferraum eines Wagens auf einem Kölner Schrottplatz der Fingerabdruck der vermissten 15-jährigen Anna Römer gefunden wurde. Anna Römer stammt aus Leipzig und verschwand in Köln, weswegen die Kölner Ermittler Kontakt mit ihren Leipziger Kollegen Hauptkommissarin Eva Saalfeld und Hauptkommissar Andreas Keppler aufnehmen: Erst vor wenigen Wochen war die Leiche der 15-jährigen Sarah Stellwag im Rhein gefunden worden. Auch sie stammte aus Leipzig. Ballauf und Schenk lassen den Fundort der Leiche erneut überprüfen. Es finden sich drei weitere Leichen von jungen Mädchen im Rhein: Neben Nadine Krenz aus Frankfurt am Main und Evelyn Nöthen aus Leipzig, die wie Sarah Stellwag auf der Straße lebten und anschaffen gingen, kann auch die Leiche von Vanessa Röpke aus Köln identifiziert werden. Verschwunden war sie vor drei Jahren. Damals hatten die Kölner Ermittler ihren Vater im Verdacht, die Tochter ermordet zu haben. Thomas Röpke musste in Untersuchungshaft, verlor die Anteile an seiner Werbeagentur, die nun sein Kompagnon Stefan Graz führt, und seine Frau, die sich von ihm scheiden ließ. Die Ermittler erkennen nun, dass sie Thomas zu Unrecht verdächtigt hatten.
Die Ermittler versuchen, ein Muster in den Morden zu erkennen. Stets wurden die Opfer vor ihrer Ermordung aufwändig geschminkt und frisiert, sodass zwischen Entführung und Mord rund zehn Tage vergingen. Bei zwei jungen Frauen kann noch festgestellt werden, dass sie zunächst vergewaltigt und später erwürgt wurden. Verschiedene Umstände, so die Beschwerung einer Leiche mit einer Kurbelwelle, lassen einen Täter aus dem Umfeld des Schrottplatzes als möglich erscheinen, wo der Wagen gefunden wurde. Als Täter käme nur der wegen Sexualdelikten vorbestrafte David Schmelzer infrage, der seit einem Jahr auf dem Schrottplatz arbeitet. Nach einer Befragung durch die Ermittler erhält Schmelzer Besuch von Fotograf Peter Bransky, der Anna in seiner Gewalt hat. Es zeigt sich, dass Bransky und Schmelzer zusammenarbeiten. Als Schmelzer jedoch aussteigen und nach Berlin gehen will, erschlägt Bransky ihn.
Auf Überwachungsvideos einer Fabrik ist zu sehen, wie Anna zu einem fremden Mann in den Wagen steigt. Der Wagen ist jener, den die Ermittler auf dem Schrottplatz sichergestellt haben. Die Ermittler wollen Schmelzer erneut befragen, finden ihn jedoch nur tot auf. Sie können seine externe Festplatte sicherstellen und finden darauf unter anderem Videos der Vergewaltigung der Mädchen in einer Set-artigen Umgebung sowie die Aufzeichnung ihrer Ermordung nach der Vergewaltigung. Als Täter zu sehen ist Schmelzer. Saalfeld erkennt, dass die Videokamera in einem Fall während der Aufnahme bewegt wurde, was auf einen zweiten Täter schließen lässt. Es scheint wahrscheinlich, dass der Täter im Fotografen- oder Visagistenbereich zu suchen ist, da die Opfer professionell „in Szene gesetzt“ wurden. Saalfeld und Keppler reisen zur Unterstützung von Ballauf und Schenk nach Köln. Ballauf reagiert skeptisch, glaubt er doch, dass Schenk und Saalfeld eine heimliche Affäre haben, was immer wieder Anlass zu Frotzeleien unter den Kollegen ist.
Bei einer Befragung des Ehepaars Röpke erfahren die vier Ermittler, dass Vanessa Model werden wollte und zu dem Zweck kurz vor ihrem Tod Probeaufnahmen machen ließ. Sie wurden durch Röpkes damaligen Teilhaber Stefan Graz in Auftrag gegeben, eines in Köln und eines in Frankfurt. Graz hat auch ein Fotoatelier in Halle bei Leipzig, erweist sich bei der Observierung jedoch als unverdächtig – er steht auf Männer. Saalfeld begibt sich zu Petra Röpke, der Mutter der ermordeten Vanessa. Sie nimmt Einblick in Vanessas Tagebuch und findet dabei auch Probeaufnahmen des Ateliers Bransky. Sie benachrichtigt Schenk, dass sie einer Spur nachgehe, und begibt sich zu Peter Branskys Atelier. Als sie ihm die Fotos zeigt, schlägt er sie nieder und verschleppt sie in die Kellerräume, in denen er auch Anna gefangenhält. Sie ist bereits geschminkt und für die Ermordung angekleidet. Ballauf, Schenk und Keppler durchsuchen unterdessen Graz’ Akten der beiden Fototermine nach Personen, die an beiden Aufnahmen teilnahmen. Es finden sich fünf Namen, von denen Schmelzers Psychologe einen bestätigen kann, der auch bei ihm aktenkundig ist: Peter Bransky. Die Ermittler lassen Branskys Haus umstellen. In den Kellerräumen ist unterdessen Saalfeld wach geworden und versucht, an eine Heizung gefesselt, Bransky von der Ermordung Annas abzuhalten. Sie provoziert ihn so lange, bis er sie schließlich mit ihrer Dienstwaffe bedroht und erschießen will. Die Ermittler befehlen unterdessen den Zugriff und Schenk erschießt Bransky wenige Sekunden später. Saalfeld kümmert sich um Anna, die nun gerettet kurz vor einem Zusammenbruch steht.
Wenig später sprechen Schenk und Saalfeld über die persönliche Belastung, im Dienst einen Menschen erschießen zu müssen. Dass die Überprüfung der Dienstwaffe nur eine Formalität ist, macht es für das Gewissen nicht leichter. Saalfeld gibt Schenk zwei Freundschaftsküsse, was für Ballauf und Keppler mal wieder Anlass zu Frotzeleien ist.

## Hintergrund

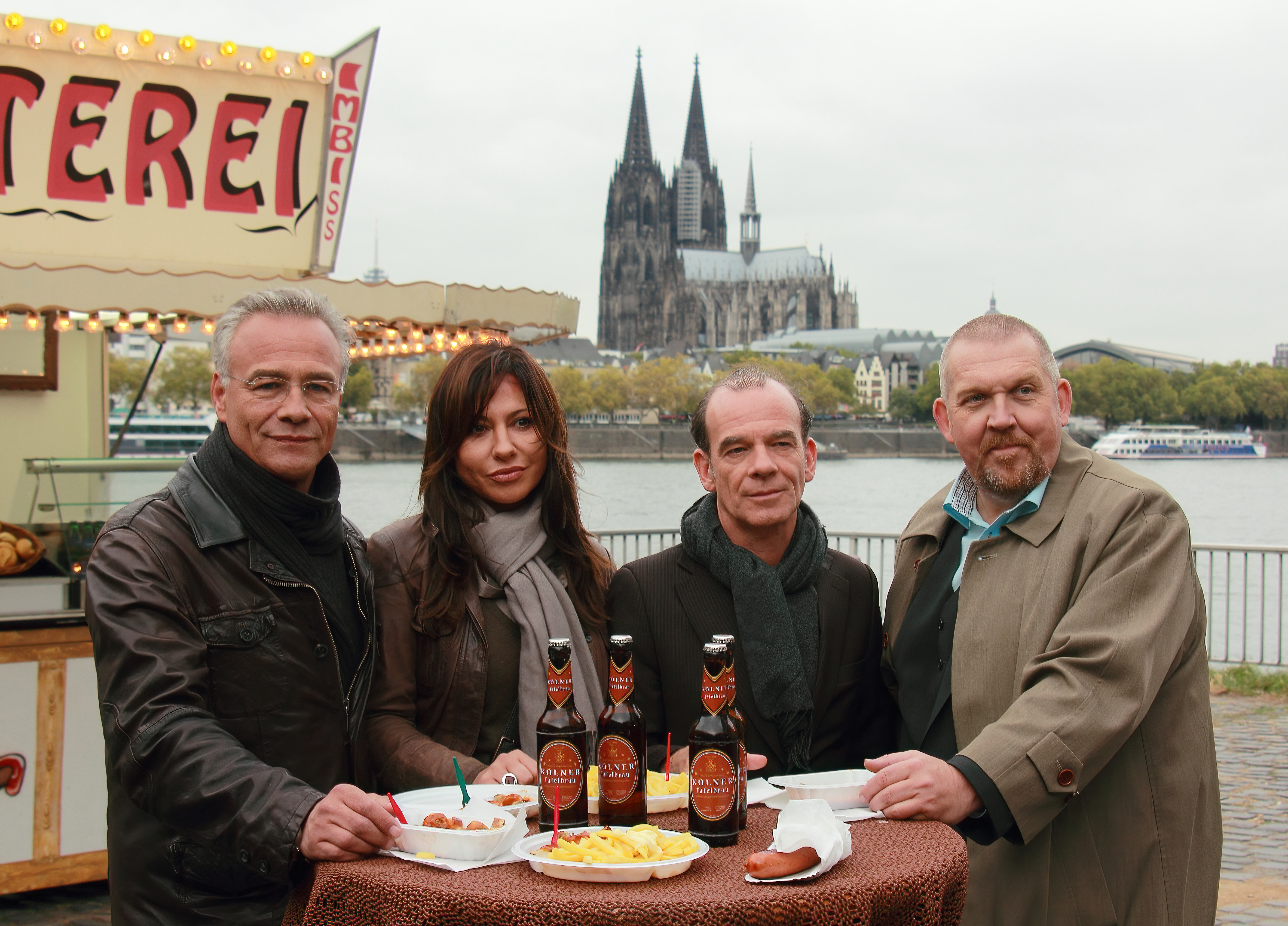
Die vier Ermittler bei den Dreharbeiten in Köln

Die Doppelfolge Kinderland/Ihr Kinderlein kommet war das erste Crossover innerhalb des Tatort-Universums, das mehr als eine Folge umfasste. Die Dreharbeiten zu Ihr Kinderlein kommet fanden vom 16. August 2011 bis zum 20. Oktober 2011 in Köln statt.

## Rezeption

### Einschaltquoten
Die Erstausstrahlung von Ihr Kinderlein kommet am 9. April 2012 wurde in Deutschland insgesamt von 10,17 Millionen Zuschauern gesehen und erreichte einen Marktanteil von 28,0 % für Das Erste; in der Gruppe der 14- bis 49-jährigen Zuschauer konnten 3,22 Millionen Zuschauer und ein Marktanteil von 22,1 % erreicht werden.

### Kritik
„Teil 2 eines Novums in der über 40-jährigen „Tatort“-Geschichte: Vier Kommissare ermitteln in zwei Städten in zwei Krimis, die einzeln, aber auch als ein „Tatort“-Zweiteiler gesehen werden können. Interessantes Konzept, aber dramaturgisch gesehen eine ziemlich überflüssige Konstellation. Auch in „Ihr Kinderlein kommet“ geht es wie in „Kinderland“ um Straßenkinder und Kindesmissbrauch. Der WDR-Beitrag ist als Film überzeugender als das MDR-Pendant, übertreibt aber die „Tatort“-Rolle als Oberlehrer der Nation.“

„Dass der Zweiteiler dennoch zu den sehenswerteren Ausgaben des Tatort-Jahrgangs gehören, liegt am Leipziger Ermittler-Teil, Simone Thomalla und Martin Wuttke, der wie ein ferner Verwandter von Dr. House am Ende mit allen anderen an der ewigen Wurstbude steht, dünn lächelt, Limo trinkt und fast ein bisschen amerikanisch aussieht dabei.“

### Trivia
Freddys Auto: In beiden Folgen dieses Zweiteilers fährt Freddy Schenk einen Buick Wildcat aus den 1960ern, dessen Kennzeichen K-BU 1969 einen Hinweis auf das mutmaßliche Baujahr gibt.